# 澄母
澄母（白一平轉寫：dr-）是中古漢語的一個聲母，屬舌音知組，即舌上音，全濁聲母。該聲母在韻圖中列在二、三等，與列在一、四等的定母互補。

## 擬音
部分學者認爲澄母是定母的顎化，將其擬爲舌面前塞音[ȡ]。另一些學者認爲澄母是定母的卷舌音，將其擬爲[ɖ]。不過，這個聲母在送氣不送氣方面，並沒有對立音位。
| 聲母 | 高本漢 | 李方桂 | 陸志韋 | 王力 | 周法高 | 李榮 | 邵榮芬 | 蒲立本 | 董同龢 | 鄭張尚芳 | 潘悟雲 | 《廣韻》字數 |
| ---- | ------ | ------ | ------ | ---- | ------ | ---- | ------ | ------ | ------ | -------- | ------ | ------------ |
| 澄   | ȡʱ     | ɖ      | ȡ      | ȡʱ   | ɖ      | ȡ    | ȡ      | ɖ      | ȡʱ     | ɖ        | ɖ      | 482          |

註：過往學界曾用逆撇號「ʻ」代表送氣音，後來國際語音學學會已規範以「ʱ」作爲濁音送氣符號，上表亦依規範統一。

## 例字
| 等   | 例字                                      |
| ---- | ----------------------------------------- |
| 一等 |                                           |
| 二等 | 橙 dreang、櫂 draewH、宅 draek            |
| 三等 | 馳 drje，篆 drjwenX，滯 drjejH，軸 drjuwk |
| 四等 |                                           |

## 現代方言、語言中的讀音
在南京音系中，平聲澄母遇二等梗攝時，其拼音爲平舌的塞擦音c [tsʰ]，其他平聲澄母為卷舌的塞擦音ch [tʂʰ]；仄聲澄母遇二等梗攝時，其拼音爲平舌的塞擦音z [ts]；其他仄聲澄母為卷舌的塞擦音zh [tʂ]。這是南京型平翹現象之一。
在北京音系中，澄母爲卷舌的塞擦音，平聲爲ch [tʂʰ]，仄聲爲zh [tʂ]，只有“擇”、“澤”（均爲drak）等二等梗攝字的文讀音聲母受南京官話的影響爲平舌音z [ts]，但“擇”保留了一個白讀音zhai（如“擇菜”）。
在朝鲜语中，澄母二等同定母一等聲母同保持爲塞音並清化，多爲ㄷ [t]，如“茶”（drae，다），也有少數送氣成ㅌ [tʰ]，如“濁”（draewk，탁）。澄母三等塞擦化成爲ㅈ /ts/，如“直”（drik，직），少數送氣成ㅊ /tsʰ/，如“蟲”（drjuwng，충）。
在日語中，澄母同定母，吳音爲だ行，漢音爲た行。
越南語中，澄母爲tr（依不同方言，卷舌音/tʂ/或者平舌音/ts/）。